# Diplazium obscurum
Diplazium obscurum là một loài thực vật có mạch trong họ Woodsiaceae. Loài này được Christ miêu tả khoa học đầu tiên năm 1907.